# Île Venison
Pour les articles homonymes, voir Venison.
L'île Venison (anglais : Venison Island) est une île située sur la côte de l'océan Atlantique au sud-est du Labrador, dans la partie continentale de la province de Terre-Neuve-et-Labrador au Canada. Une petite communauté non organisée saisonnière de pêcheurs est présent sur l'île. L'établissement a été fondé dans les années 1820 et abandonné en 1961.

## Toponymie
Le nom Venison signifie venaison en anglais.

## Géographie
L'île Venison se trouve à l'entrée de la baie Hawke (anglais : Hawke Bay) (baie du Faucon) (53° 02′ 09″ N, 56° 11′ 10″ O), une baie très étroite et irrégulière longue de près de 30 km semblable à un fjord s'ouvrant vers la mer du Labrador et l'océan Atlantique à l'est. À la tête de la baie Hawke se trouve la rivière Hawke (anglais : Hawke River) (rivière du Faucon).
L'île Venison est séparée de la vaste île Stony (anglais : Stony Island) (île Pierreuse) située à l'ouest par l'étroit chenal de Venison Tickle orienté du nord au sud sur environ 700 mètres de long et dont la largeur varie entre 55 mètres au plus étroit au sud et 170 mètres au plus large au centre.
L'île Venison est de forme arrondie au nord, avec une petite péninsule et deux criques, mesurant 1 200 mètres de long sur 550 mètres de large et culminant à 68 mètres à l'est.
Les côtes de l'île sont rocheuses et découpées, notamment dans la partie sud.
Le relief de l'île est vallonné, plusieurs collines arrondies occupent une grande partie de la superficie. Le point culminant se trouve au centre de l'île et atteint 68 mètres d'altitude.

### Flore
La végétation est très réduite avec quelques arbres dans les zones abritées au milieu des rochers, du fait de la houle de l'océan Atlantique et de l'influence du courant glacial du Labrador conférant aux lieux un climat subarctique marginal (Köppen Dfc) qui est très proche d'un climat polaire (Köppen ET), ce qui crée la limite des arbres la plus au sud de l'hémisphère nord sur la côte du Labrador.
Le secteur de la côte du Labrador entre Cartwright et Pinsent's Arm s'avançant en arc de cercle vers l'océan Atlantique au sud de la mer du Labrador s'avère inhospitalier, sous l'influence directe du courant du Labrador avec une absence de zones boisées et un couvert végétal réduit voire inexistant sur les zones les plus exposées.

## Histoire
Venison Islands a été un établissement de pêche florissant au XIXe siècle et jusqu'au milieu du XXe siècle avant de décliner à l'instar des autres communautés du secteur.
Dans les années 1880, le port disposait de quais accueillant de petits navires de pêche à voiles, avec des entrepôts et des habitations à flanc de coteau.
L'établissement de pêche avait un quai actif et une communauté de pêcheurs, avec une station télégraphique sans fil (code VI) et une population de 36 résidents toute l'année en 1901.

## Occupation humaine
L'île Venison se situe dans l'une des principales zones de pêche du Labrador.
L'île Venison abrite le long du chenal de Venison Tickle sur sa rive occidentale l'établissement saisonnier de pêcheurs de Venison Islands (52° 58′ 14″ N, 55° 46′ 39″ O) qui fut un port isolé de pêche très actif au XIXe siècle et jusqu'au milieu du XXe siècle avant de décliner à l'instar des autres communautés du secteur.
Des pêcheurs se rendent en été sur l'île où se trouve près d'une trentaine de bâtiments établis en face à face sur les deux rives de l'intérieur de Venison Tickle séparées d'environ 150 mètres.

## Économie
La côte du sud-est du Labrador demeure de nos jours une importante zone de pêche.

## Transports
Venison Islands est un port isolé dans un vaste secteur de la côte sud-est du Labrador sans communauté permanente.
L'établissement n'est accessible qu'en bateau, et l'étroitesse du chenal limite la taille des embarcations.
Les localités les plus proches sont Pinsent's Arm à environ 32 kilomètres au sud (à vol d'oiseau) et Charlottetown à environ 32 kilomètres au sud-ouest (à vol d'oiseau), situées sur la côte sud de la baie Saint Michel. Les distances sont fortement rallongées du fait de la multitude d'îles, îlots et récifs parsemant la baie Saint Michel avec des passages étroits. Les conditions de navigation sont compliquées par les courants induits par les fortes marées et la météorologie changeante.